# Insentiraja

Insentiraja (лат.) — род скатов семейства Arhynchobatidae отряда скатообразных. Это хрящевые рыбы, ведущие донный образ жизни, с крупными, уплощёнными грудными плавниками в форме ромба и выступающим рылом. Рот поперечный или выгнут в виде арки. На вентральной стороне диска расположены 5 жаберных щелей, ноздри и рот. На тонком хвосте имеются латеральные складки. У этих скатов 2 редуцированных спинных плавника и редуцированный хвостовой плавник. Обитают в восточной части Индийского и западной части Тихого океана. Встречаются на глубине до 1460 м. Максимальная зарегистрированная длина 57 см. Откладывают яйца, заключённые в четырёхконечную роговую капсулу.
Название рода происходит от слов лат. in — «без», лат. sentis — «шиповник» и лат. raja — «хвостокол».

## Классификация
В настоящее время к роду относят 2 вида:
- Insentiraja laxipella (Yearsley & Last, 1992)
- Insentiraja subtilispinosa (Stehmann, 1989)